# 이브라힘 마흘랍

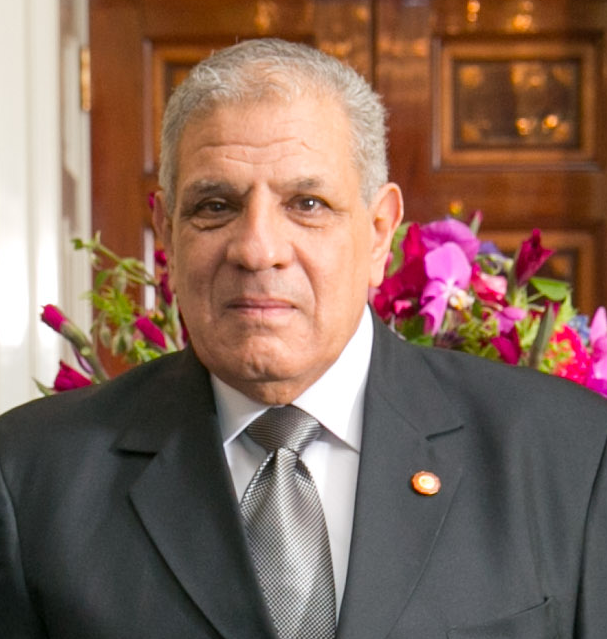
이브라힘 마흘랍

이브라힘 마흘랍(1949년 4월 12일 카이로 ~ , 아랍어: إبراهيم محلب)은 이집트의 정치인이다. 2014년 3월 1일부터 2015년 9월 19일까지 이집트의 총리를 역임했다. 과거에는 국민민주당 소속이었지만 현재는 무소속이다. 2013년 7월 16일부터 2014년 3월 1일까지 주택부 장관을 역임했다. 기혼자이며 영어와 프랑스어를 구사한다.